# 塞于斯山
44°31′6″N 5°56′13″E / 44.51833°N 5.93694°E

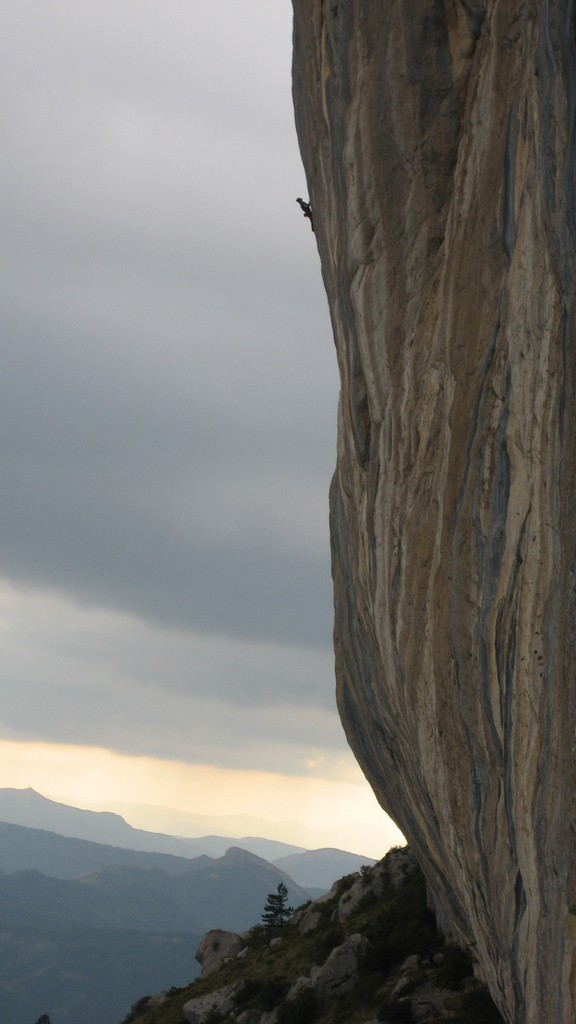

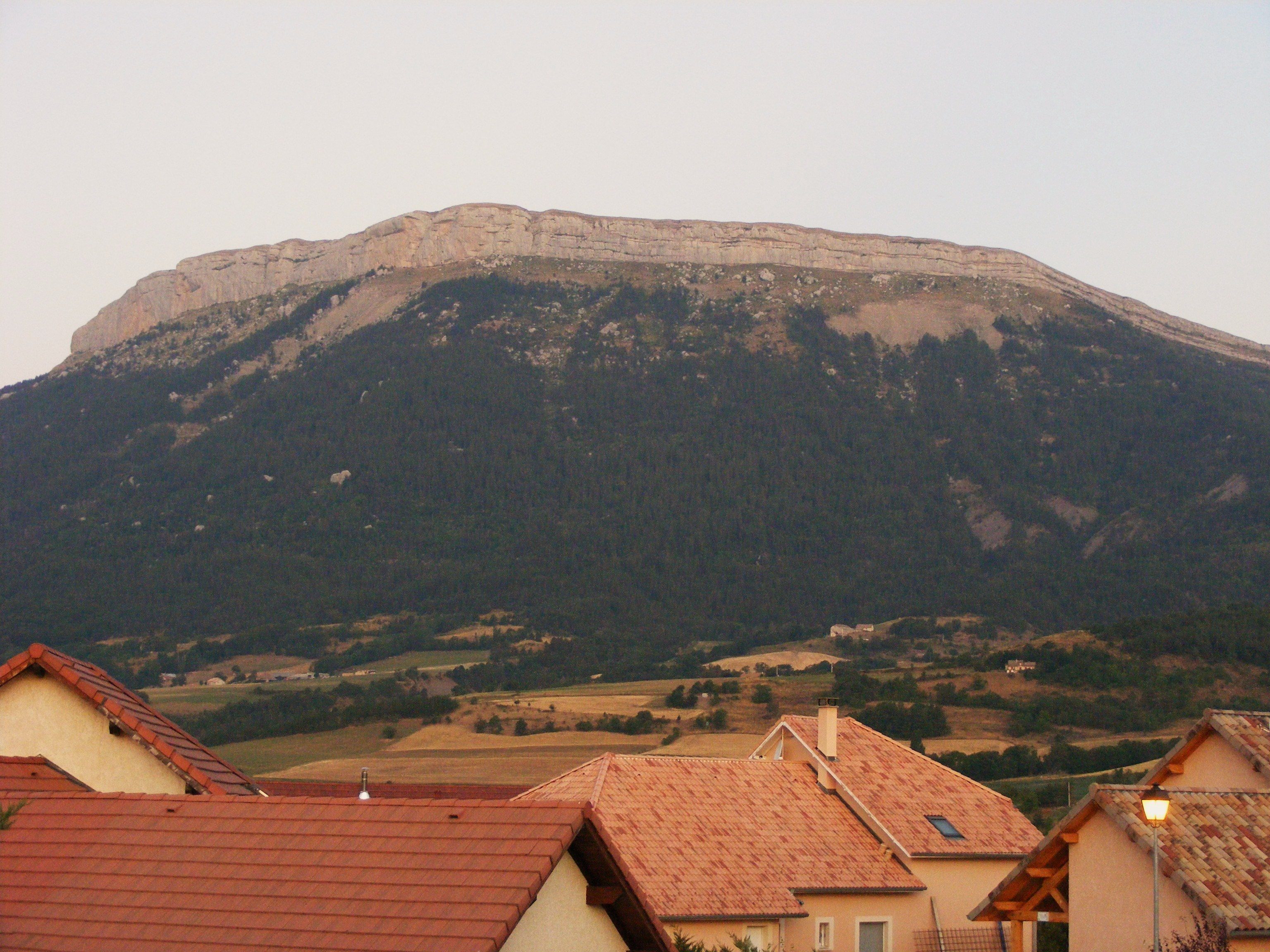

塞于斯山（法語：Céüse），是法國的山峰，位於該國東南部，由上阿爾卑斯省負責管轄，屬於多芬前阿爾卑斯山脈的一部分，該山峰海拔高度2,016米。